# 馮劫
馮 劫（ふう こう、生年不詳 - 紀元前208年）は、秦の政治家・軍人。
趙の華陽君馮亭の後裔とされる。秦王政（始皇帝）のとき、御史大夫となった。紀元前221年（始皇26年）、秦王政が中国を統一すると、馮劫は王綰・李斯らとともに秦王を「泰皇」とし、その命を「制」とし、令を「詔」とし、天子の自称を「朕」とするよう上奏した。秦王政は泰皇を「皇帝」と改めた以外は、全てその意見を取り入れた。後に馮劫は将軍となった。紀元前208年（二世2年）、馮劫は李斯や馮去疾らとともに「関東で反乱が続発しているのは、軍役や労役の負担が重く、租税が高いからであり、阿房宮の造営を中止し、辺境の軍役を減らすようにお願いしたい」と二世皇帝に上奏した。しかし二世皇帝は聞き入れず、李斯・馮去疾・馮劫の3人は獄に下され、余罪を追及された。馮去疾と馮劫は「将相は辱められず」といって自殺した。